# William ap Thomas
William ap Thomas (... – Londra, 1445) è stato un nobile gallese, noto per aver costruito il Raglan Castle uno dei più bei castelli tardo medioevali del Galles.

## Biografia
Ottenne Raglan sposando Elizabeth Bloet, vedova di Sir James Berkeley, subito dopo il 1406. Quando Elizabeth morì nel 1420, ap Thomas mantenne Raglan come tutore del figliastro James Berkeley, I barone Berkeley e nel 1425 Lord Berkeley accettò che egli potesse tenere Raglan fino alla sua morte.
William si sposò una seconda volta, e scelse un'altra ereditiera, Gwladus, descritta da un poeta gallese come  "la stella di Abergavenny" per la sua eccezionale bellezza. Essa era la figlia di Sir Dafydd Gam e vedova di Roger Vaughan di Bredwardine. Entrambi fecero parte del contingente gallese che combatté con re Enrico V in Francia e parteciparono alla Battaglia di Agincourt assieme a William ap Thomas.
Nel 1426, ap Thomas venne fatto cavaliere da re Enrico VI, divenendo noto, fra i suoi connazionali, come "Y marchog glas o Went" (il cavaliere azzurro di Gwent). A poco a poco cominciò ad affermarsi come persona importante nel sud del Galles
Agli inizi del 1421 William ricoprì l'importante ruolo di sovrintendente del signore di Abergavenny e più tardi divenne sovrintendente capo delle tenute gallesi del Duca di York, 1442-1443. Fra le altre cariche da lui tenute si ricordano quella di sceriffo di Cardiganshire e Carmarthenshire, alla quale fu nominato nel 1435, e di sceriffo di Glamorgan nel 1440. Sebbene egli divenne uno dei seguaci di Riccardo Plantageneto, III duca di York, e membro del consiglio militare del Duca, la sua sfera di influenza era in gran parte confinata al sud del Galles.

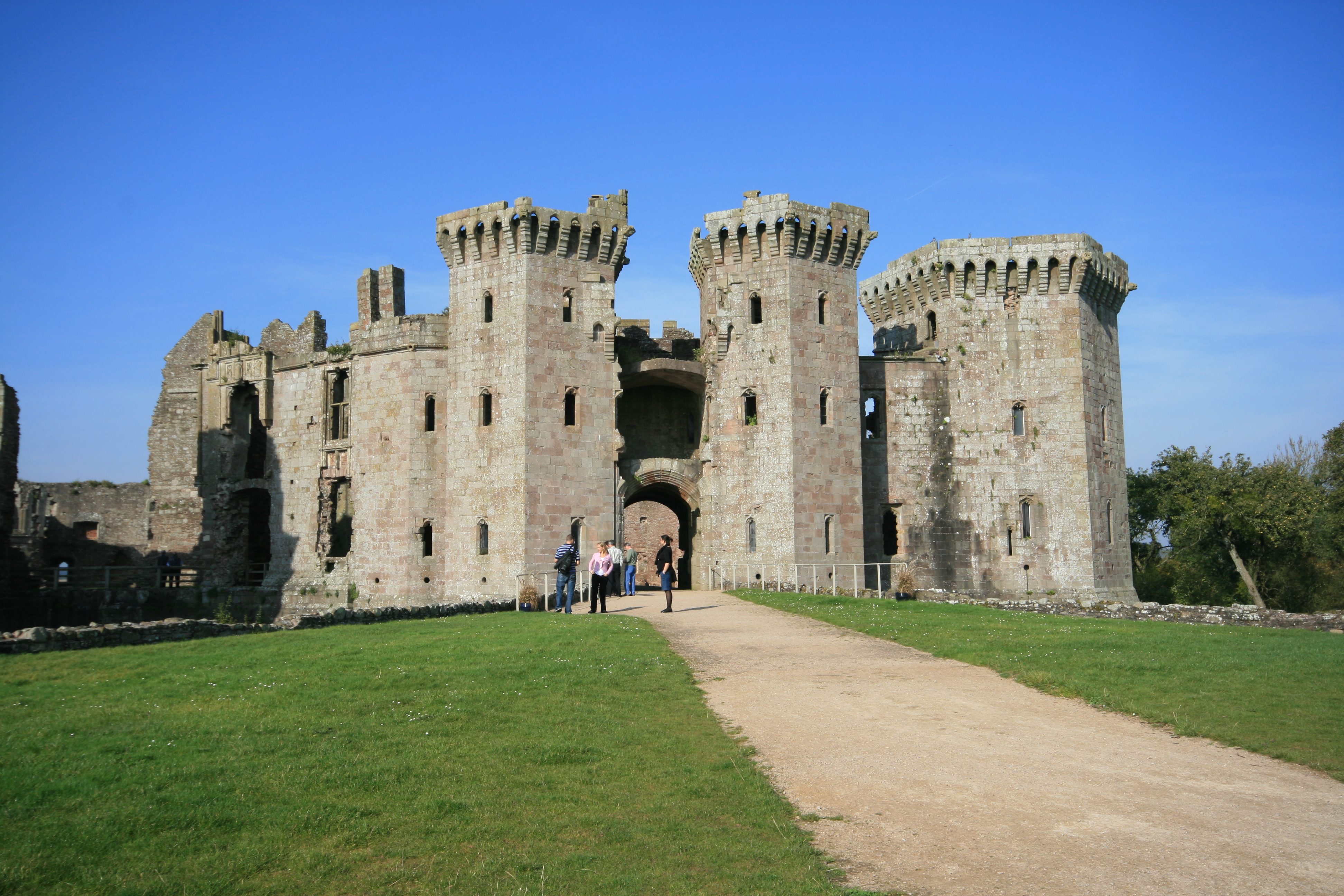
Castello di Reglan

Nel 1432 William fu in condizione di acquistare la villa di Raglan dai Berkeley per circa 667 sterline e fu probabilmente in quel tempo che iniziò la costruzione del Raglan Castle. Il suo progetto di costruzione alla fine spazzò via la maggior parte delle strutture originarie. I principali edifici superstiti di questo periodo sono la Grande Torre (a sinistra), una piccola fortezza alla sua destra insieme con la porta sud, entrambe dotate di cannoni. Egli aumentò l'altezza della sala, anche se poi in gran parte ricostruita, e parte dei servizi. Due fonti indicano che William ap Thomas fu il costruttore del mastio. Una di queste è una poesia contemporanea che loda ap Thomas, menzionando la torre del Raglan Castle, che "svetta sopra tutti gli altri edifici.". C'è anche un riferimento alla torre di Sir William Thomas su di una cronaca familiare scritta da Sir Thomas Herbert di Tintern.
William ap Thomas morì a Londra nel 1445 e le sue spoglie vennero traslate in Galles per essere tumulate nella chiesa dei benedettini, Priory Church of St Mary di Abergavenny. Sua moglie Gwladus (la stella di Abergavenny, come cantata dal poeta Lewys Glyn Cothi), morì nel 1454 e la sua tomba è anche ad Abergavenny nella Priory Church of St Mary. A William succedette nel titolo il suo figlio maggiore, William Herbert, I conte di Pembroke (1423-1469) al quale venne dato il cognome di Herbert.